# Silnice I/35
Die Silnice I/35 (tschechisch für: „Straße I. Klasse 35“) ist eine tschechische Staatsstraße (Straße I. Klasse) von Oldřichov na Hranicích an der polnischen Grenze über 333 Kilometer bis zum Grenzübergang Bílá-Bumbálka-Makov zur Slowakei. Ihre überwiegende Ersetzung durch die Autobahn D35 zwischen Úlibice und Lipník nad Bečvou ist im Gange und soll bis 2029 abgeschlossen sein. Der Abschnitt von Turnov bis Úlibice wird bis 2031 außerhalb von Ortslagen neu trassiert und im 2+1-System ausgeführt.

## Verlauf

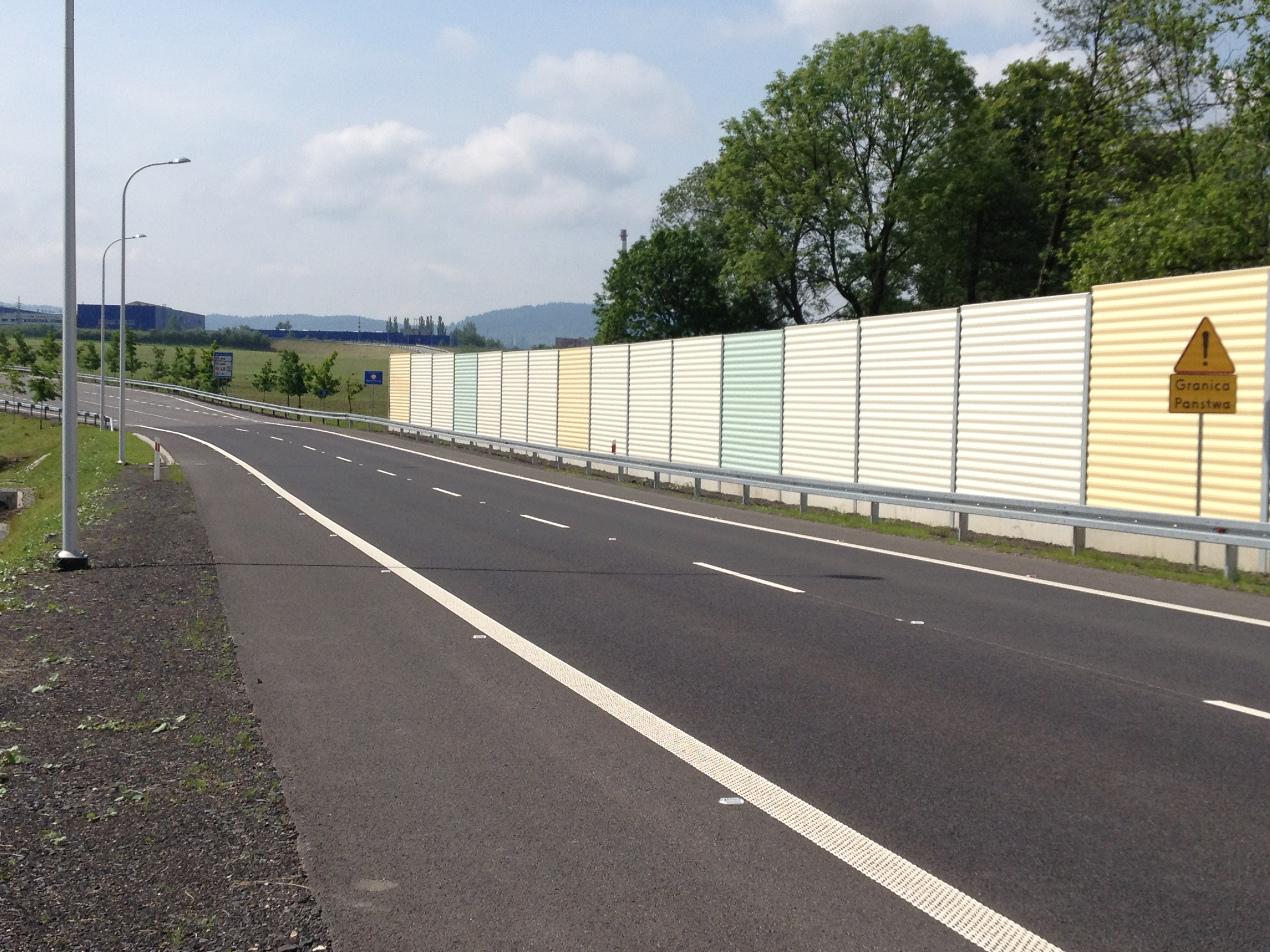
Die Straße an der polnisch-tschechischen Grenze

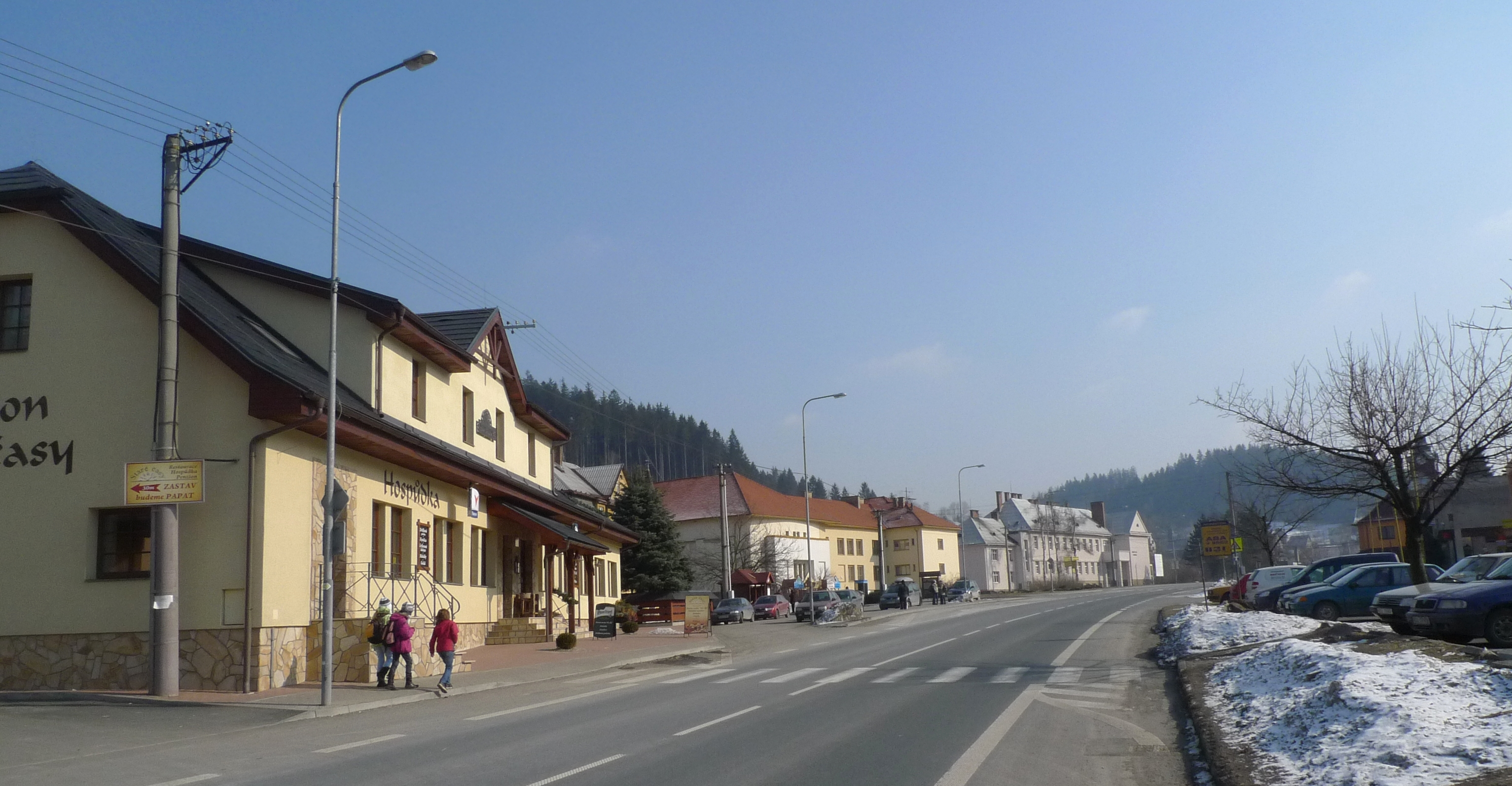
Die Straße in Horní Bečva

Die I/35 beginnt in Oldřichov na Hranicích (Ullersdorf) an der Grenze zu Polen, wo ein rund 3 Kilometer langes Zwischenstück (Woiwodschaftsstraße 332) den Anschluss an die Bundesstraße 178 bei Zittau herstellt, verläuft an Hrádek nad Nisou (Grottau) vorbei nach Bílý Kostel nad Nisou (Weißkirchen an der Neiße), wo sie auf einen Kreisverkehr trifft. Hier besteht eine Verbindung zur Silnice I/13 (Europastraße 442). Ab Bílý Kostel führt die I/35, nunmehr als Europastraße 442, nach Liberec (Reichenberg), von wo die Silnice I/13 wieder Richtung Frýdlant v Čechách und zur polnischen Grenze abzweigt, lässt die Silnice I/14 nach Jablonec nad Nisou (Gablonz) und Tanvald (Tannwald) abzweigen. Weiter zur Anschlussstelle (exit) 31 besteht Verbindung zur Silnice I/65 nach Jablonec nad Nisou (Gablonz). Bei Ohrazenice trifft die I/35 auf die derzeit hier endende Autobahn Dálnice 10 (Europastraße 65). Anschluss an die weitere I/35 besteht über die vierspurige Silnice I/10 als Ausläufer der D10, welche dann über Harrachov an die polnische Staatsgrenze abzweigt. Von Bily Kostel bis kurz an den Anschluss der D10 ist die I/35 autobahnähnlich ausgebaut. Sie verfügt dort über vier Spuren. Bis Ende 2015 war der Streckenabschnitt zwischen Liberec bis an den Anschluss als Schnellstraße R10 kategorisiert. 2016 folgte aufgrund enger Kurvenradien und starker Steigungen die Abstufung zur I/35.
Nach dem Abzweig führt die I/35 als Kraftfahrstraße durch Turnov in südöstlicher Richtung nach Jičín (Gitschin). Dort trifft die I/35 auf die I/16 und führt gemeinsam über eine vierspurige Schnellstraße im Süden um diese Stadt, wo die Silnice I/32 abzweigt. Acht Kilometer weiter östlich zweigt die Silnice I/16 wieder ab und die I/35 führt, die Silnice I/33 kreuzend, ab Úlibice über Hradec Králové (Königgrätz) weiter in südsüdöstlicher Richtung nach Holice (Holitz). Hier wird die Silnice I/36 gekreuzt. Im weiteten Verlauf nimmt die Straße die Silnice I/17 auf, durchquert die Städte Vysoké Mýto (Hohenmaut) und Litomyšl (Leitomischl), kreuzt nördlich von Svitavy (Zwittau) die Silnice I/43 (Europastraße 461) und nimmt östlich dieser Stadt die Silnice I/34 auf. Weiter führt sie durch Moravská Třebová (Mährisch Trübau) nach Mohelnice (Müglitz), wo sie an der Anschlussstelle (exit) 238 in die seit 1. Januar 2015 zur Autobahn Dálnice 35 aufgestufte frühere Rychlostní silnice R 35 übergeht und als solche an Olmütz (Olomouc) vorbei bis zur Autobahn Dálnice 1 bei Lipník nad Bečvou (Leipnik) führt. Von hier verläuft sie, nunmehr wieder als Silnice I/35, weiter nach Osten über Hranice na Moravě (Mährisch Weißkirchen) und Valašské Meziříčí (Walachisch Meseritz). Hier kreuzt die Straße die Silnice I/57. In Rožnov pod Radhoštěm (Rosenau unter dem Radhoscht) zweigt nach Norden die Silnice I/58 ab, kurz vor der Grenze zur Slowakei die Silnice I/56. Die Silnice I/35 führt über den Bumbálka-Pass mit dem Grenzübergang Bílá-Bumbálka-Makov in die Slowakei, wo die im Jahr 2015 neu benannte Cesta I. triedy 10 ihre Fortsetzung bildet.

## Geschichte
Von 1940 bis 1945 bildete die Straße abschnittsweise Teile der Reichsstraße 96, Reichsstraße 364, Reichsstraße 177, Reichsstraße 349 und Reichsstraße 374. Zwischen Liberec und der Staatsgrenze folgt die Trasse heute weitgehend der einst geplanten Sudetenautobahn.

## Ausbauplanungen

### Abschnitt Turnov – Úlibice
Für die Strecke von Ohrazenice/Turnov nach Úlibice ist entgegen ursprünglicher Planungen aufgrund der Nähe zum Geopark Český ráj seit 2016 keine Autobahn mehr geplant. Hier soll die I/35 kreuzungsfrei und um die Ortslagen herum komplett neu trassiert werden. Abschnittsweise wird die neue I/35 zwar vier Spuren haben, aber überwiegend wechselseitig drei Spuren (2+1-System). Das Autobahndreieck bei Ohrazenice, wo die neue I/35 anschließen wird, wird zum Autobahnkreuz umgebaut. Turnov wird westlich und südwestlich mit den Anschlussstellen Přepeře (km 1) und Valdštejnsko (km 5) sowie dem Tunnel Pelešany umgangen. Die Trasse verläuft weiter östlich um Rovensko pod Troskami mit den Anschlussstellen Žernov (km 12) und Čímyšl (km 18). Libuň wird nördlich, Kněžnice südlich umfahren, hier entsteht die Anschlussstelle Kněžnice (km 23). Zwischen Železnice im Norden und Valdice im Süden erhält die I/35 eine weitere Anschlussstelle Valdice (km 28). Westlich von Radim verläuft die Trasse an der Rastanlage Soběraz (km 29) vorbei zum Anschluss an die D35 am Knoten mit der I/16 bei Úlibice. Die neue Strecke ist insgesamt 32,503 Kilometer lang und wird in zwei Querschnitten (S15,5 und S21,5) mit der Entwurfsgeschwindigkeit von 110 km/h ausgeführt. Die Umweltverträglichkeitsprüfung wurde im August 2021 abgeschlossen. Baubeginn soll 2029 und die Fertigstellung 2031 sein.

### Abschnitt Hranice – Lešná
Mit dem Ausbau der D48 von Bělotín nach Rybí ist von der neuen Anschlussstelle Palačov ein 3,7 Kilometer langer vierspuriger Neubauabschnitt der I/35 bis zum Anschluss an die bestehende Trasse bei Lešná seit Juni 2023 im Bau. Nach der geplanten Fertigstellung im Jahr 2025 wird die bestehende Strecke der I/35 zwischen Lipnik nad Becvou über Hranice nach Lešná abgestuft und zukünftig über die D1 und D48 bis Palačov geleitet und von dort als neue I/35 bis zum Anschluss an die bestehende ausgebaute Trasse bei Lešná geführt.